# Volker Rapsch
Volker Rapsch (* 29. September 1949 in Bremen) ist ein deutscher Publizist.

## Leben
Rapsch absolvierte ein Studium an der Staatlichen Hochschule für bildende Künste Berlin und studierte an den Fachbereichen Philosophie und Sozialwissenschaften sowie Geschichte an der Freien Universität Berlin. Es folgte eine Promotion bei Harry Pross. Er arbeitete in der Werbung, als Designmanager, als freier Autor und zuletzt als Redakteur beim WDR. Über mehrere Jahre lektorierte er Werke von Vilém Flusser. Zusammen mit Andreas Müller-Pohle betrieb er den Verlag Immatrix-Publications, wo u. a. Flussers „Die Schrift“ als elektronisches Buch herauskam. Rapsch schreibt ein ironisch-persiflierendes Web-Tagebuch mit zumeist zeitgeschichtlichen und literarischen Sujets.

## Schriften
- Streiflichter einer Karriere. Frankfurt/Main: R. G. Fischer, 1984, ISBN 3-88323-506-7
- Medienkitsch und Flussers Utopia, in: Harry Pross (Hg.): Kitsch. Soziale und politische Aspekte einer Geschmacksfrage. München: List, 1985, ISBN 3-471-78423-3
- Vilém Flusser (1920 - 1991). Sechs Erinnerungsskizzen, in: Siegfried Zielinski / Daniel Irrgang (Hg.): Bodenlos - Vilém Flusser und die Künste. Berlin: Akademie der Künste, 2015, ISBN 978-3-88331-214-9
- (Hg.) Über Flusser. Die Fest-Schrift zum 70. von Vilém Flusser. Düsseldorf: Bollmann, 1990, ISBN 3-927901-04-0
- (Hg.) Vilém Flusser: Nachgeschichten. Essays, Vorträge, Glossen. Düsseldorf: Bollmann, 1990, ISBN 3-927901-00-8